# Leptaspis
Genre
Classification phylogénétique
Leptaspis  est un genre de plantes monocotylédones de la famille des Poaceae (graminées), sous-famille des Pharoideae, originaire des régions tropicales de l'Ancien Monde et d'Australasie
C'est, avec Pharus et Scrotochloa , l'un des trois genres rattachés à la tribu des Phareae. Il comprend une dizaine d'espèces distribuées en Afrique, Asie et Australie.
Ce sont des plantes herbacées vivaces, à tiges dressées ou géniculées ascendantes, de 20 à 100 cm de long. L'inflorescence est une panicule, composée d'épillets unisexués, mâles ou femelles (plante monoïque).

## Liste d'espèces
Selon World Checklist of Selected Plant Families (WCSP) (21 septembre 2016) :
- Leptaspis angustifolia Summerh. & C.E.Hubb., Bull. Misc. Inform. Kew 1927: 40, 78 (1927)
- Leptaspis banksii R.Br. (1810)
- Leptaspis zeylanica Nees ex Steud. (1853)

Selon The Plant List (21 septembre 2016) :
- Leptaspis angustifolia Summerh. & C.E.Hubb.
- Leptaspis banksii R.Br.
- Leptaspis tararaensis Jansen
- Leptaspis urceolata (Roxb.) R.Br.
- Leptaspis zeylanica Nees ex Steud.